# Adhaerentina
Adhaerentina es un género de foraminífero bentónico considerado un sinónimo posterior de Tolypammina de la subfamilia Tolypammininae, de la familia Ammodiscidae, de la superfamilia Ammodiscoidea, del suborden Ammodiscina y del orden Astrorhizida. Su especie-tipo era Adhaerentina permiana. Su rango cronoestratigráfico abarcaba el Pérmico.

## Discusión
Clasificaciones previas incluían Adhaerentina en el suborden Textulariina del orden Textulariida.

## Clasificación
Adhaerentina incluía a las siguientes especies:
- Adhaerentina permiana †